# Amyot d'Inville (aviso)
Pour les articles homonymes, voir Amyot d'Inville et Amyot.
L’Amyot d'Inville est un ancien aviso de type A69, classe d'Estienne d'Orves, de la Marine nationale française. Son indicatif visuel était le F782. Sa ville marraine était Beauvais. Mis en réserve spéciale le 30 juillet 1999 et vendu à la Turquie en 2000, il porte désormais le nom de TCG Bartin.
Il a été baptisé en l'honneur de quatre frères, nés à Beauvais et qui se sont illustrés pendant la Seconde Guerre mondiale :
- Jacques, officier du 3e régiment étranger d'infanterie, tué en Tunisie en 1943 ;
- Hubert, membre des Forces navales françaises libres, tué pendant la campagne d'Italie en 1944 ;
- Gérald, prêtre et membre des Forces françaises de l'intérieur, mort au camp de Wieda en janvier 1945 ;
- Guy, officier du 7e régiment de cuirassiers.

Sa tape de bouche, homologuée en 1984, est : d'azur à trois fasces d'or et à la bande d'argent brochant sur le tout, chargée de trois mouchetures d'hermine de sable, qui est Amyot d'Inville, l'écu posé sur une ancre d'argent et timbré d'une couronne ducale d'or.